# Fortaleza C.E.I.F.
Il Fortaleza C.E.I.F. è una società di calcio colombiana, con sede a Zipaquirá e fondata nel 2010.

## Storia
Fondato il 10 ottobre 2010 con il nome Fortaleza Fútbol Club, nel 2015 si è fuso con il club amatoriale del Centro de Entrenamiento Integrado para el Fútbol (C.E.I.F.) cambiando denominazione in Fortaleza C.E.I.F..

## Organico

### Rosa
Aggiornato al 14 luglio 2016
| N. |                      | Ruolo | Calciatore         |
| -- | -------------------- | ----- | ------------------ |
| 1  | Colombia (bandiera)  | P     | Nelson Ramos       |
| 2  | Colombia (bandiera)  | D     | Luciano Ospina     |
| 5  | Colombia (bandiera)  | D     | Camilo Blanco      |
| 6  | Colombia (bandiera)  | C     | Kevin Londoño      |
| 7  | Argentina (bandiera) | C     | Mariano Vásquez    |
| 8  | Colombia (bandiera)  | A     | Juan David Jiménez |
| 9  | Colombia (bandiera)  | C     | Juan Carlos Moreno |
| 12 | Colombia (bandiera)  | P     | Juan Carlos Patiño |
| 13 | Colombia (bandiera)  | D     | Carlos Pérez       |
| 14 | Colombia (bandiera)  | C     | Jhon Duque         |
| 15 | Colombia (bandiera)  | D     | Breyner Bonilla    |
| 17 | Colombia (bandiera)  | D     | Wilmer Boyacá      |
| 18 | Colombia (bandiera)  | C     | Almir Soto         |

| N. |                     | Ruolo | Calciatore             |
| -- | ------------------- | ----- | ---------------------- |
| 19 | Colombia (bandiera) | A     | Adrián Parra           |
| 20 | Colombia (bandiera) | D     | Jimmy Mican            |
| 21 | Paraguay (bandiera) | A     | Oscar Franco           |
| 22 | Colombia (bandiera) | P     | Sebastián Duque        |
| 24 | Colombia (bandiera) | C     | Yorman Rueda           |
| 25 | Colombia (bandiera) | C     | Carlos Mario Rodríguez |
| 26 | Colombia (bandiera) | C     | Wilmar Hernández       |
| 27 | Colombia (bandiera) | D     | Yan Mosquera           |
| 28 | Colombia (bandiera) | C     | Marco Canchila         |
| 32 | Colombia (bandiera) | C     | Jefferson Angulo       |
| 33 | Colombia (bandiera) | A     | Duban Martínez         |
| –  | Colombia (bandiera) | C     | Yesus Cabrera          |
| –  | Colombia (bandiera) | A     | Yair Arboleda          |
| –  | Colombia (bandiera) | A     | Wilder Medina          |

## Palmarès

### Altri piazzamenti
- Categoría Primera B:

Secondo posto: 2013